# Nymphaster moebii
Nymphaster moebii är en sjöstjärneart som först beskrevs av Studer 1884.  Nymphaster moebii ingår i släktet Nymphaster och familjen ledsjöstjärnor.
Artens utbredningsområde är Tanzania. Inga underarter finns listade i Catalogue of Life.